# Kloster Aland

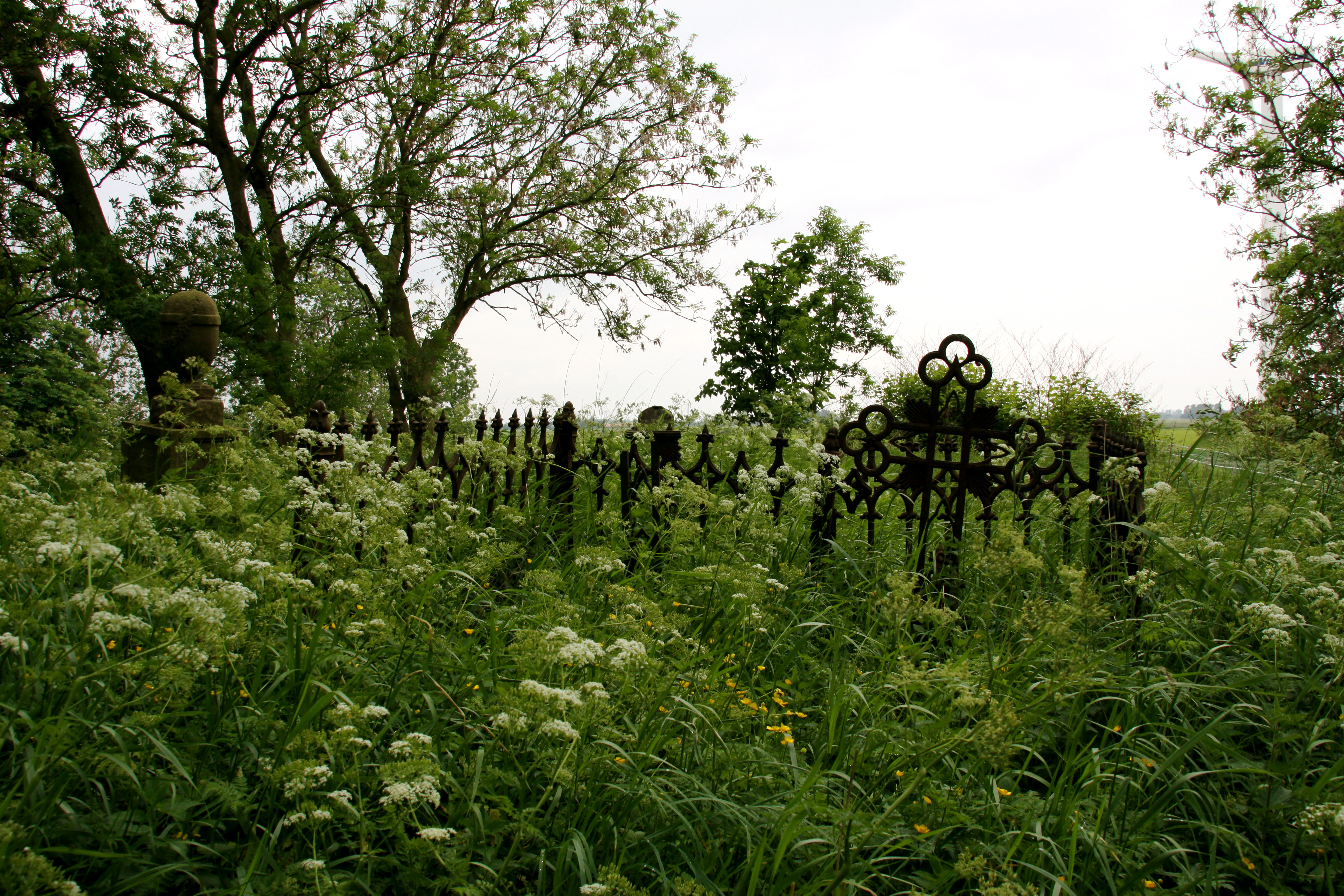
Der Friedhof auf dem ehemaligen Klosterareal

Das Kloster Aland (Insel) war ein der heiligen Jungfrau Maria geweihtes Kloster. Es lag in Ostfriesland zwischen Canhusen und Wirdum (heute Gemarkung Wirdum) nahe dem Alten Greetsieler Sieltief und wurde vermutlich Mitte des 12. Jahrhunderts von Prämonstratensern aus Steinfeld gegründet. Das Kloster verwaltete vermutlich ein selbständiges Kirchspiel, das nach der Reformation zuerst mit Canhusen und nach 1591 mit Wirdum vereinigt wurde. Der Friedhof wurde bis ins 18. Jahrhundert benutzt.

## Bezeichnung
Der Name geht vermutlich auf die Lage des Klosters zurück. Die Leybucht reichte während des Mittelalters bis an Aland heran. Möglicherweise wurde das Kloster von den Mündungsarmen eines Flusses umflossen, die es zur Insel machten.

## Lage und Beschreibung
Das Klosterareal war etwa 150 × 150 m groß und lag an einem Ausläufer der Leybucht. In der nordwestlichen Ecke des Geländes gibt es einen Friedhof, der von den nachklösterlichen Hofbesitzerfamilien bis ins 19. Jahrhundert genutzt wurde.

## Geschichte
Nach dem derzeitigen Forschungsstand wurde das Kloster um 1240 von Prämonstratensern aus der niederländischen Abtei Oldenklooster bei Kloosterburen (De Marne) gegründet. Urkundlich wird es möglicherweise erstmals 1255 als prepositus de insula erwähnt. Eine Gleichsetzung mit Aland gilt inzwischen jedoch nicht mehr gesichert, so dass eine Erwähnung von 1354 (prepositi in Alandia) als frühester gesicherter Beleg des Namens gilt. Anfangs gehörte es wahrscheinlich keiner Zirkarie an, war jedoch vor 1287 Teil der Zirkarie Friesland und wie Kloster Langen dem Konvent in Marne untergeordnet. Immer wieder kam es daraufhin zu Konflikten mit dem Mutterkloster, die erst gelöst werden konnten, als der Abt von Marne im Jahre 1374 auf seine Aufsichtsrechte in Aland und Langen verzichtete.
Zunächst war Aland ein Doppelkloster. Nach der schweren Nordseesturmflut (Luciaflut) vom 13. auf dem 14. Dezember 1287 sollen 90 Insassen in dem Kloster gelebt haben. Wirtschaftliche Basis des Klosters war sein Grundbesitz, der bis zu 400 Hektar groß gewesen sein soll. Diese Ländereien befanden sich in unmittelbarer Umgebung des Klosters. Daneben unterhielt der Konvent Besitzungen im benachbarten Uppigen und in Osteel. Die wenigen überlieferten Urkunden (insgesamt etwa 30) lassen darauf schließen, dass Aland eine solide wirtschaftliche Basis hatte. Sie befassen sich in ihrer Mehrheit mit Landankäufen in der näheren Umgebung.
Anfang des 16. Jahrhunderts ging das Männerkloster unter. Im Jahre 1509 teilte der Propst des Klosters dem Generalkapitel der Prämonstratenser mit, dass es in Aland keine Kanoniker mehr gäbe, die der Kirche dienen könnten. Das Kloster wurde daraufhin wieder Marne unterstellt. Die weitere Geschichte bis zur Auflösung des Konvents ist unklar. Nach der Reformation begann der letzte Propst Johannes Oldeguil ab 1528 als evangelischer Prediger in Aurich zu wirken. Im Jahre 1565 wurde ein Großteil der Ländereien von der ostfriesischen Gräfin Anna verpachtet. Später war das Kloster im Besitz des Kanzlers Franzius und ab 1624 Eigentum des Kanzlers Wiarda. Nach seinem Tod wurde es vom ostfriesischen Grafenhaus im Jahre 1637 für 7.000 Gulden gekauft und an Domänen übertragen.
Die Klosterkirche diente nach der Reformation zwischen 1555 und 1560 dem südlich gelegenen Canhusen als Kirche. Die Orgel wurde 1555 von der Greetsieler Kirche übernommen. Die Gebäude waren im Jahre 1610 bis auf die wüst liegende Kirche noch alle vorhanden. Durch mangelnde Pflege verfielen sie jedoch immer mehr und wurden 1710 auf Abbruch verkauft. Heute finden sich keine aufgehenden Gebäudereste mehr. Der Grundriss der Klosteranlage kann jedoch anhand der Höfe nachempfunden werden.